# Valencia de Don Juan
Valencia de Don Juan è un comune spagnolo di 4 185 abitanti situato nella comunità autonoma di Castiglia e León.

## Amministrazione

### Gemellaggi
- Oviedo, dal 2004[1]